# Kawasaki Ninja ZX-12R
La Kawasaki Ninja ZX-12R, chiamata anche Kawasaki ZX-12R, è una motocicletta prodotta dalla casa motociclistica giapponese Kawasaki dal 1999 al 2006.
Al lancio sul mercato, è stata tra le motociclette stradali di serie più potenti e veloci della sua epoca.

## Profilo e contesto
A spingere la moto c'è un nuovo motore a quattro cilindri in linea frontemarcia a quattro tempi con distribuzione DOHC   a 4 valvole per cilindro e raffreddato a liquido, dalla cilindrata totale di 1199 cm³ (con l'alesaggio da 83 mm e la corsa da 55,4), alimentato da un sistema ad iniezione elettronica con corpi farfallati Mikuni da 46 mm.
La ZX-12R utilizza un inedito telaio monoscocca in alluminio.
All'avantreno trova posto una forcella telescopica a steli rovesciati da 43 mm che è regolabile nel precarico e nel ritorno.
Nel 2002 è stata sottoposta ad un profondo aggiornamento sia estetico che meccanico, con ben 140 modifiche, tra cui le principali: albero motore più pesante, nuovo volano bimassa e modifiche alla mappatura della centralina, sospensione rivista con una forcella anteriore più rigida e una molla dell'ammortizzatore posteriore più morbida. 
Il parafango anteriore ha subìto modifiche estetiche e sono stati aggiunti nuovi pannelli alla carenatura; inoltre la presa d'aria in posizione centrale che sporge dalla carenatura è stata ridisegnata dalla divisione Kawasaki Aerospace Company ed ora è meglio integrata nella carenatura anteriore, abbassando il coefficiente di resistenza di un punto da 33 a 32.
L'ultimo aggiornamento è stato effettuato nel 2004, con l'aggiunta di pinze dei freni radiali a 6 pistoncini davanti e a 4 pistoncini dietro, una nuova unità di controllo del motore e alcune migliorie all'iniezione di carburante. La ZX-12R è stata sostituita nel 2006 dalla ZX-14.